# کریستف بلوشر
کریستف بلوشر (انگلیسی: Christoph Blocher؛ زادهٔ ۱۱ اکتبر ۱۹۴۰) سیاستمدار، کارآفرین و سرمایه‌دار اهل سوئیس است.